# Латук солончаковий
Латук солончаковий (Lactuca saligna) — вид однорічних або дворічних трав'янистих рослин роду латук (Lactuca).

## Ботанічний опис
Стебло заввишки 30–80 см.
Стеблові листки ланцетно-лінійні або лінійні, майже цілокраї.
Суцвіття — кошики, зібрані у рідкі колосоподібні китиці.
Плід — сім'янка.
Цвіте у липні-серпні.

## Поширення
Вид поширений у Європі, Азії — у західній частині та на Кавказі, та у Північній Африці. В Україні зустрічається у степу, лісостепу та у Криму, росте на солончакових луках та солонцях.